# Psammobatis
Psammobatis é um género de peixe da família Arhynchobatidae.
Este género contém as seguintes espécies:
- Psammobatis bergi
- Psammobatis extenta
- Psammobatis normani
- Psammobatis rudis